# Confederation Park (park i Kanada, Ontario)
Confederation Park är en park i Kanada.   Den ligger i provinsen Ontario, i den sydöstra delen av landet, i huvudstaden Ottawa. Confederation Park ligger 66 meter över havet.
Terrängen runt Confederation Park är platt. Runt Confederation Park är det mycket tätbefolkat, med 1 692 invånare per kvadratkilometer.. Närmaste större samhälle är Ottawa, 1,3 km söder om Confederation Park. 
Runt Confederation Park är det i huvudsak tätbebyggt.